# Anke Wild
Anke Wild (* 12. Oktober 1967 in Rüsselsheim) ist eine ehemalige deutsche Hockeyspielerin und Olympiateilnehmerin.
Anke Wild spielte in der Jugend für den Rüsselsheimer RK, mit dem sie 1983 und 1985 Deutsche Jugendmeisterin war. 1987 stieg sie mit der ersten Mannschaft in die Damen-Bundesliga auf. Sie wechselte 1988 zum Berliner HC, mit dem sie 1992 Deutsche Hallenmeisterin wurde. Weitere Titel folgten in der Halle 1995 und 1996, sowie im Freien 1994 und 1996. 1993 gewann sie den Europapokal in der Halle, 1997 auf dem Feld.
1989 debütierte Anke Wild in der deutschen Hockeynationalmannschaft. Anfang 1990 gewann sie mit dem Nationalteam den Titel bei der Halleneuropameisterschaft. Bei den Olympischen Spielen in Barcelona erkämpften die Spanierinnen die Goldmedaille, Anke Wild erhielt mit der deutschen Mannschaft die Silbermedaille.
Dafür wurden sie und die Mannschaft am 23. Juni 1993 mit dem Silbernen Lorbeerblatt ausgezeichnet.
Insgesamt wirkte Anke Wild von 1989 bis 1993 in 58 Länderspielen mit, davon 10 in der Halle.
Anke Wild war zeitweilig mit dem Hockey-Olympiasieger Andreas Keller liiert, der auch der Vater ihrer beiden älteren Kinder ist.